# 代数函数体
数学では、体 k 上の n 変数の代数函数体 (algebraic function field)（単に、函数体とも言う）は、k 上に超越次数 n を持つ有限生成な体の拡大 K/k である。同じことであるが、k 上の n 変数の代数函数体は、k 上の n 変数の有理函数の体 k(x1, ..., xn) の有限拡大として定義できる。

## 例
例として、多項式環 k[X, Y] において、既約多項式 Y2−X3 により生成されたイデアルを考え、剰余環 k[X,Y]/(Y2−X3) の分数体を形成する。これは k 上の一変数の函数体であり、{\displaystyle k(X)({\sqrt {X^{3}}})}、あるいは、{\displaystyle k(Y)({\sqrt[{3}]{Y^{2}}})} と書くこともできる。代数函数体の次数はうまく定義できる考え方ではないことが分かる。

## カテゴリ構造
k 上の代数函数体は、圏を形成する。代数函数体 K から L への射は、すべての  a∈k に対して f(a) = a となる環準同型 f : K→L である。このような準同型は単射である。K を n 変数の函数体、L を m 変数の函数体、n > m とすると、K から L への射は存在しない。

## 代数多様体、代数曲線、リーマン面から生ずる函数体
k 上の次元 n の代数多様体の函数体は、k 上の n 変数の代数函数体である。
k 上の 1 変数の函数体は、本質的に正則(regular)（つまり、滑らかで非特異な）射影既約代数曲線の函数体として生ずるので、n = 1 の場合（スキームの意味で既約代数曲線）は、特に重要である。事実、正規射影既約代数曲線（非定数の正則写像を射として持つ）の圏と、k 上の（射として k-線形体準同型をもつ）一変数函数体の圏との間の圏の双対性（反変同値）が存在する。
連結なリーマン面 X 上に定義された有理型函数の体 M(X) は、複素数 C 上の一変数函数体である。実際、M は、コンパクトで連結なリーマン面の圏（非定数の正則写像を射としてもつ）と C 上の一変数函数体との間の反変圏同値である。同様な対応が、コンパクトで連結なクライン曲面(Klein surface)と R 上の一変数函数体との間にも存在する。

## 数体と有限体
数体と函数体との類似(function field analogy)は非常に重要で、函数体との類似は、19世紀に数体の整数環が代数曲線やコンパクトリーマン面の点や消えた数体の「無限点の座(infinite places)を加えたアフィン座標環に似ていることが発見された。この考え方は、さらに詳しく、大域体はすべて同じ基礎の上に扱うことができるということに現われている。さらに、複素数体上の楕円曲面も数体上の代数体上の楕円曲線と非常によく似ている。数体上の定理の大半が、有限体上の函数体の上で成り立つという事実である。有限体上の函数体での類似は、数体の定理に比較して容易に証明することができることが多い。（例えば、有限体上の既約多項式での類似を参照。）この類似の脈絡では、数体と函数体のことを大域体と呼ぶことが多い。
有限体上の函数体の研究は、暗号理論や誤りコード訂正への応用を持っている。例えば、楕円曲線の函数体（公開鍵暗号のための重要な数学的ツール）は代数函数体である。
有理数体上の函数体はガロアの逆問題を解くことに重要な役割を果たす。

## 定数の体
k 上の代数函数体 K が与えられると、k の上に代数的な K の元を考えることができる。これらの元は体を形成し、代数函数体の定数の体として知られている。
たとえば、C(x) は R の一変数の函数体である。この定数の体は C である。

## 付値と座
代数函数体を研究する重要なツールは、絶対値、付値、座(absolute values, valuations, places)と付値体の完備化である。
一変数の代数函数体 K/k が与えられたとき、K/k の付値環を定義する。この環は k を含み k とも K とも異なる K の部分環 O であり、K の任意の元 x に対し、x∈O、もしくは x -1∈O となるようなものである。そのような付値環は、離散付値環であり、その極大イデアルを K/k の座と呼ぶ。
K/k の離散付値は、全射函数 v : K→Z∪{∞} であって以下を満たすものである。v(x) = ∞ と x = 0 は同値であり、すべての x, y∈K に対し v(xy) = v(x) + v(y) および v(x + y) ≥ min(v(x), v(y)) が成り立ち、すべての a∈k\{0} に対し v(a) = 0 が成り立つ。
K/k の付値環の集合、K/k の座の集合、K/k の離散付値の集合の間には自然な全単射の対応が存在する。これらの集合に自然な位相構造を与えることができ、K/k のザリスキー・リーマン空間(Zariski–Riemann space)となる。k が代数的閉体の場合、K/k のザリスキー・リーマン空間は k 上滑らかな曲線であり、K はこの曲線の函数体である。